# Liparolasia bifasciata
Liparolasia bifasciata är en fjärilsart som beskrevs av Erich Martin Hering 1931. Liparolasia bifasciata ingår i släktet Liparolasia och familjen snigelspinnare. Inga underarter finns listade i Catalogue of Life.